# Arnold Belgardt
Arnold Arturovich Belgardt (em russo:  Арнольд Артурович Бельгардт) (nascido em 29 de janeiro de 1937) é um ex-ciclista soviético.
Belgardt competiu para a União Soviética nos Jogos Olímpicos de Verão de 1960, em Roma, onde conquistou uma medalha de bronze na prova de perseguição por equipes.